# Lasioglossum himalayense
Lasioglossum himalayense är en biart som först beskrevs av Charles Thomas Bingham 1898.  Lasioglossum himalayense ingår i släktet smalbin, och familjen vägbin. Inga underarter finns listade i Catalogue of Life.